# In Defiance of Existence
Albums de Old Man's Child
Revelation 666 - The Curse of Damnation
(2000) Vermin
(2005)
In Defiance of Existence est le cinquième album studio du groupe de black metal symphonique norvégien Old Man's Child. L'album est sorti le 20 janvier 2003 sous le label Century Media Records.
Le guitariste Gus G. joue certains solos de guitare sur les titres Felonies Of The Christian Art et Life Deprived.

## Musiciens
- Galder – Chant, Guitare, Basse, Claviers
- Jardar – Guitare
- Nicholas Barker - Batterie

### Musiciens de session
- Gus G. – Guitare sur les titres Felonies Of The Christian Art et Life Deprived

## Liste des morceaux
1. Felonies Of The Christian Art – 5:48
2. Agony Of Fallen Grace – 4:28
3. Black Seeds On Virgin Soil – 4:57
4. In Defiance Of Existence – 4:56
5. Sacrifice Of Vengeance – 4:32
6. The Soul Receiver – 4:32
7. In Quest Of Enigmatic Dreams – 0:52
8. The Underworld Domains – 4:48
9. Life Deprived – 4:50